# Ciechocin (Pommeren)

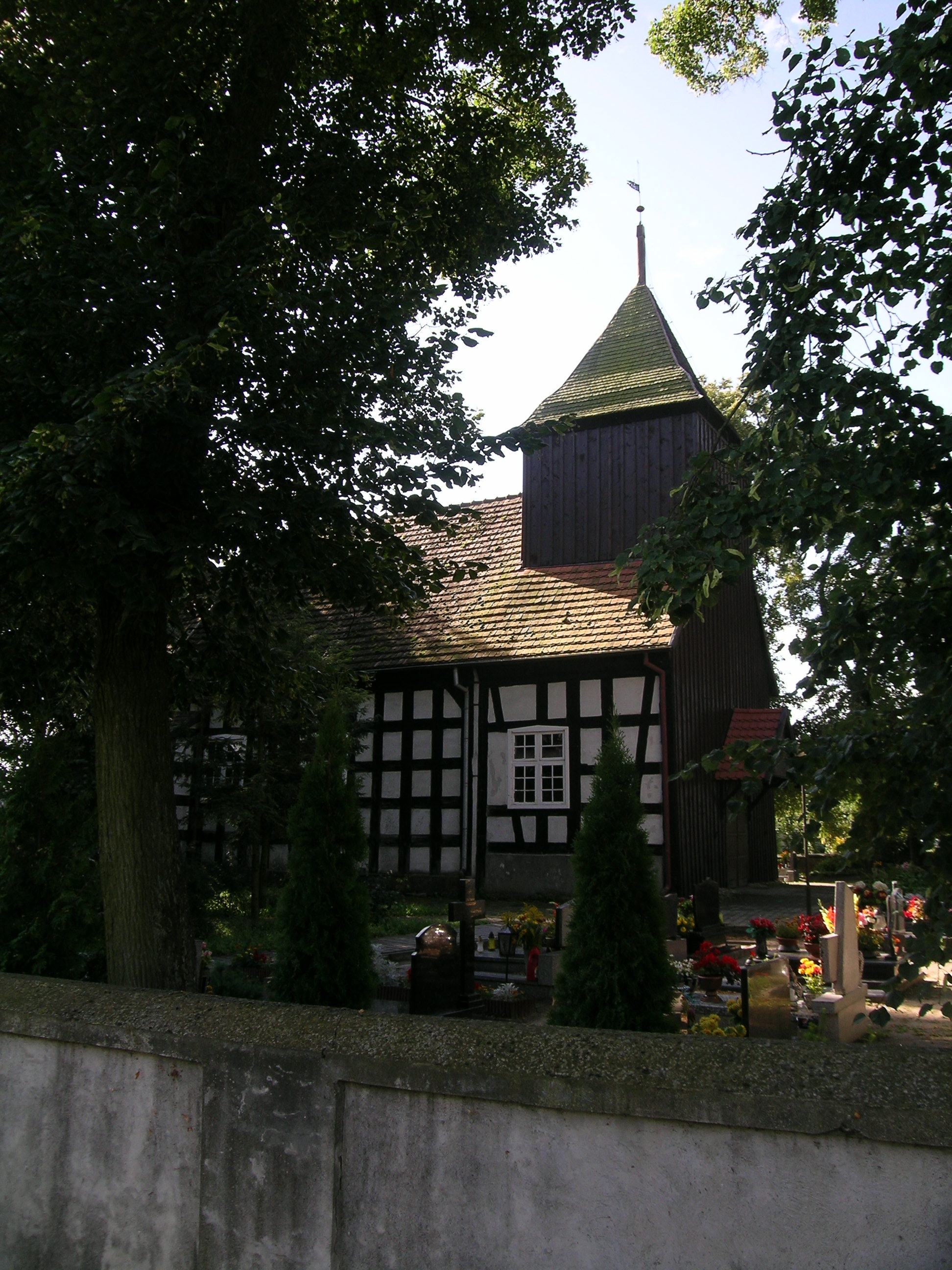
De Sint-Maartenskerk (Kościół św. Marcina) te Ciechocin

Ciechocin   [t͡ɕeˈxɔt͡ɕin] (Duits: Cekzin) is een dorp in het Poolse woiwodschap Pommeren, in het district Chojnicki. De plaats maakt deel uit van de gemeente Chojnicki.